# Román Martínez (futbolista mexicano)
Román Arturo Martínez Canales (Puebla de Zaragoza, 18 de agosto de 2002) es un futbolista mexicano que juega como delantero en el Pioneros de Cancún de la Serie A de México.

## Trayectoria

### Club América
Debutó profesionalmente el día sábado 15 de enero de 2020 en la Liga MX en la victoria 2-0 de las águilas sobre el Atlas Fútbol Club.

## Palmarés

### Títulos nacionales
| Título               | Club         | País   | Año     |
| -------------------- | ------------ | ------ | ------- |
| Primera División     | Club América | México | 2023    |
| Primera División     | Club América | México | 2024    |
| Campeón de Campeones | Club América | México | 2023-24 |